# Sophronica kaszabi
Sophronica kaszabi là một loài bọ cánh cứng trong họ Cerambycidae.